# Kharittha Sungsaopath
Kharittha Sungsaopath (tiếng Thái: คริษฐา สังสะโอภาส, phiên âm: Crít-tha Sang-sa-ô-pát, sinh ngày 18 tháng 7 năm 1996) còn có nghệ danh là Chingching (ชิงชิง) là một nữ diễn viên người Thái Lan. Cô hiện là diễn viên độc quyền của Đài Channel 7 (CH7) .

## Phim tham gia

### Phim truyền hình

#### Lakorn
| Năm  | Phim                                      | Vai               | Đóng với               | Đài |
| ---- | ----------------------------------------- | ----------------- | ---------------------- | --- |
| 2017 | Ok Thorani                                | Wayruriya / "Pai" | Worrapon Jintakoson    | CH7 |
| 2017 | Nai Hoi Tamin                             | Sangsome          | Thanatorn Sribanjong   | CH7 |
| 2018 | Nak Su Sathan Fa                          | Daukbaw           | Yotsawat Tawapee       | CH7 |
| 2018 | Jao Sao Chang Yon Cô dâu thợ máy          | Meena             | Varakorn Sawasakorn    | CH7 |
| 2019 | Pisard Hansa                              | Bang-on           | Juti Jumroenketpratipe | CH7 |
| 2019 | Jun Krajang Tee Klang Thung               | Duen              | Chanakan Poonsiriwong  | CH7 |
| 2020 | Sed Thee Teen Plao Triệu phú chân trần    | Nat               | Santiraj Kulnoppakiet  | CH7 |
| 2020 | Prom Pissawat Định mệnh trái ngang        | Pattama (Pat)     | Sapol Assawamunkong    | CH7 |
| 2021 | Tharntawan See Plerng Hướng dương rực lửa | Tharntawan        | Chayapol Bunnag        | CH7 |
| 2022 | Jao Sao Jam Leoy                          | [ 4 ]             |                        | CH7 |
|      | Goong Sanaeha                             |                   | Nattapon Raiyawong     | CH7 |

#### Folk Drama
| Năm  | Phim             | Vai           | Đóng với        | Đài |
| ---- | ---------------- | ------------- | --------------- | --- |
| 2015 | Kaew Na Mah      | Suwandara     | Sitta Tabgobsai | CH7 |
| 2016 | Den Narm Lom Fai | Daraneenuchba | Sitta Tabgobsai | CH7 |
| 2017 | Thep Sam Ruedu   | Jinda Maekla  | Pobsil Tosakun  | CH7 |

### Series / Sitcom
| Năm  | Phim                               | Vai              | Đài   |
| ---- | ---------------------------------- | ---------------- | ----- |
| 2015 | Sit Kaum Yeen Den ตอน เข้าทางเพื่อน   | Meme (khách mời) | OneHD |
| 2018 | Fah Mee Ta ตอน วันปีใหม่...สนุกกันแต่พอดี | Somo             | CH7   |
| 2018 | Fah Mee Ta ตอน สะใภ้คนรวย           | Tiew             | CH7   |
| 2018 | Fah Mee Ta ตอน บอกบุญ               | Keen             | CH7   |

### Phim điện ảnh
| Năm  | Phim        | Vai |
| ---- | ----------- | --- |
| 2020 | Love Rumble |     |

### MV
| Năm  | ชื่อเพลง                        | ศิลปิน     |
| ---- | ----------------------------- | -------- |
| 2014 | ขอสักครั้ง / One time            | Z's มั้ยจ๊ะ |
| 2014 | รักแรกพบ / Love at first sight | Bugหวี่    |